# Białousy
Białousy is een plaats in het Poolse district  Sokólski, woiwodschap Podlachië. De plaats maakt deel uit van de gemeente Janów en telt 300 inwoners.